# Chameyrat
Chameyrat est une commune française du département de la Corrèze dans la région Nouvelle-Aquitaine, en France.

## Géographie
En France, aux portes de Tulle et du bassin de Brive, au sortir d'une route sinueuse tracée à travers bois, la commune de Chameyrat s'étend autour de son église et de son château. Le territoire communal est limité au sud et au sud-est par la Corrèze. Les communes frontalières sont Naves, Cornil, Favars, Saint-Mexant, Sainte-Fortunade, Saint-Hilaire-Peyroux et Tulle.

### Communes limitrophes

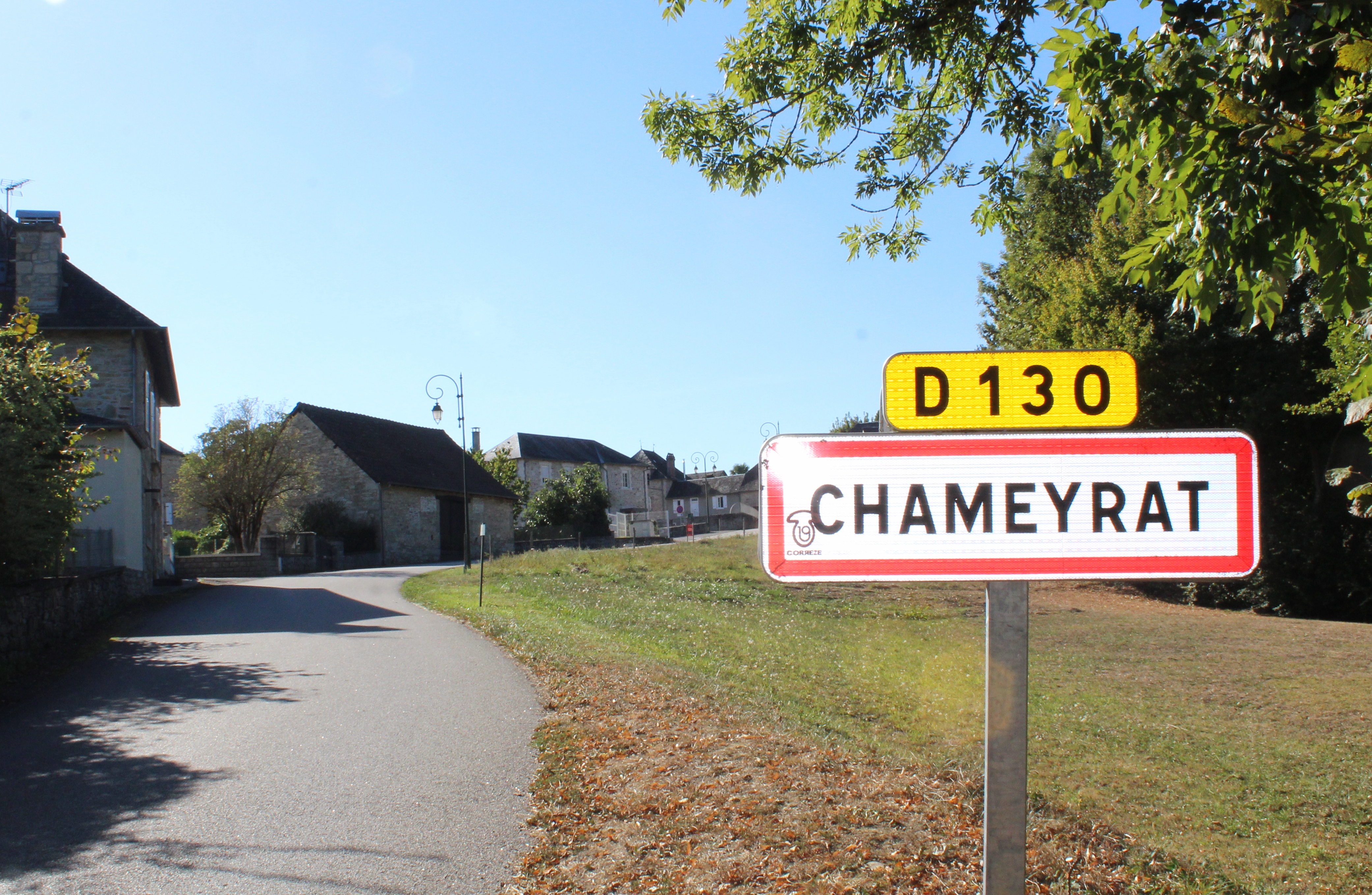
Entrée du village.

Les communes limitrophes sont  Cornil, Favars, Naves, Saint-Hilaire-Peyroux, Saint-Mexant, Sainte-Fortunade et Tulle.

### Climat
Pour des articles plus généraux, voir Climat de la Nouvelle-Aquitaine et Climat de la Corrèze.
Historiquement, la commune est exposée à un climat montagnard.  
En 2020, Météo-France publie une typologie des climats de la France métropolitaine dans laquelle la commune est exposée à un climat de montagne et est dans la région climatique  Ouest et nord-ouest du Massif Central, caractérisée par une pluviométrie annuelle de 900 à 1 500 mm, maximale en automne et en hiver.
Pour la période 1971-2000, la température annuelle moyenne est de 11,7 °C, avec  une amplitude thermique annuelle de 15 °C. Le cumul annuel moyen de précipitations est de 1 179 mm, avec 12,8 jours de précipitations en janvier et 7,6 jours en juillet. Pour la période 1991-2020, la température moyenne annuelle observée sur la station météorologique la plus proche, située sur la commune de Tulle à 6 km à vol d'oiseau, est de 12,1 °C et le cumul annuel moyen de précipitations est de 1 236,1 mm,. Pour l'avenir, les paramètres climatiques de la commune estimés pour 2050 selon différents scénarios d’émission de gaz à effet de serre sont consultables sur un site dédié publié par Météo-France en novembre 2022.

## Urbanisme

### Typologie
Au 1er janvier 2024, Chameyrat est catégorisée commune rurale à habitat dispersé, selon la nouvelle grille communale de densité à 7 niveaux définie par l'Insee en 2022.
Elle appartient à l'unité urbaine de Tulle, une agglomération intra-départementale dont elle est une commune de la banlieue,. Par ailleurs la commune fait partie de l'aire d'attraction de Tulle, dont elle est une commune de la couronne,. Cette aire, qui regroupe 43 communes, est catégorisée dans les aires de moins de 50 000 habitants,.

### Occupation des sols
L'occupation des sols de la commune, telle qu'elle ressort de la base de données européenne d’occupation biophysique des sols Corine Land Cover (CLC), est marquée par l'importance des territoires agricoles (61,4 % en 2018), une proportion sensiblement équivalente à celle de 1990 (61,7 %). La répartition détaillée en 2018 est la suivante : 
prairies (49,6 %), forêts (32,5 %), zones agricoles hétérogènes (11,8 %), zones urbanisées (6,1 %).
L'évolution de l’occupation des sols de la commune et de ses infrastructures peut être observée sur les différentes représentations cartographiques du territoire : la carte de Cassini (XVIIIe siècle), la carte d'état-major (1820-1866) et les cartes ou photos aériennes de l'IGN pour la période actuelle (1950 à aujourd'hui).

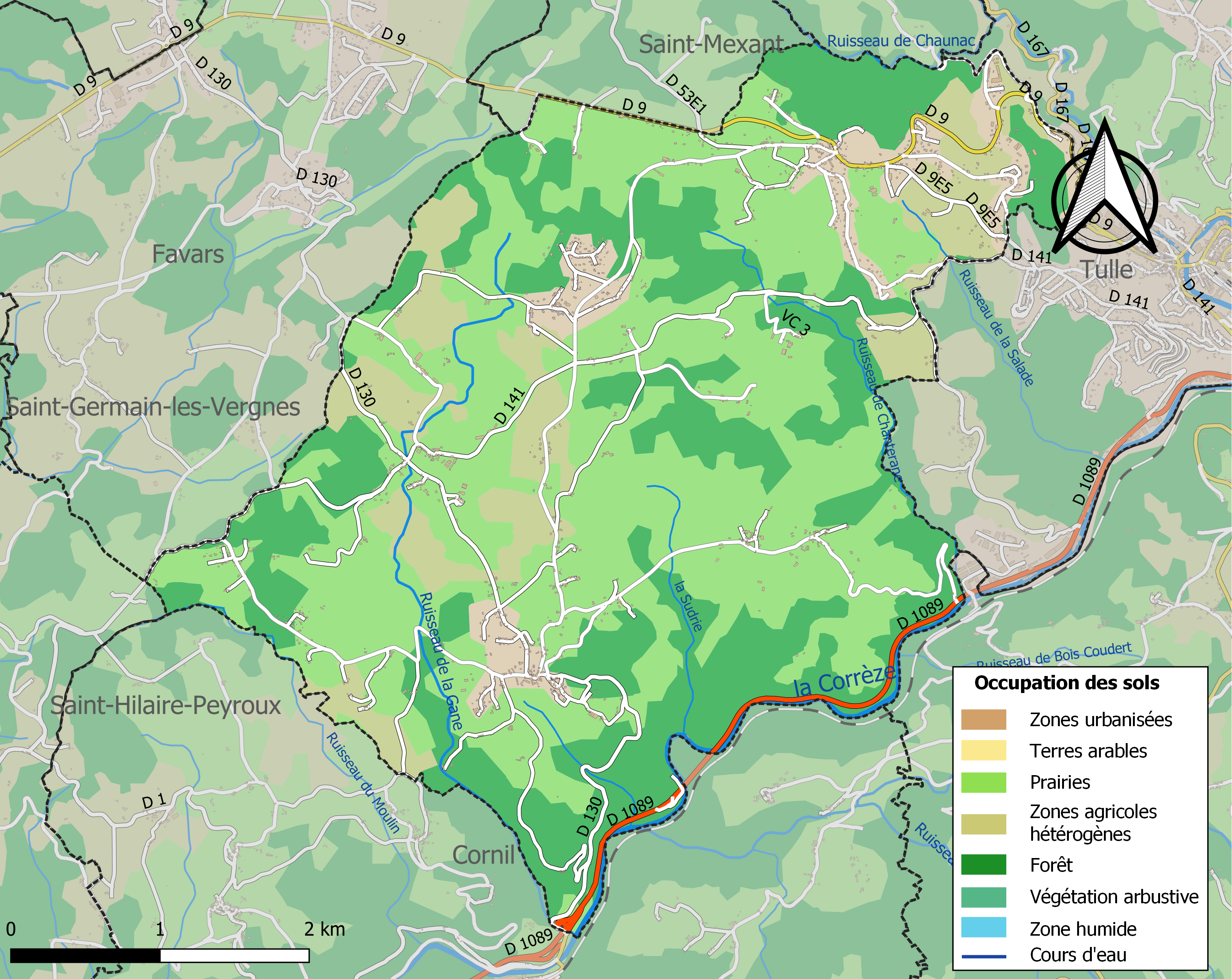
Carte des infrastructures et de l'occupation des sols de la commune en 2018 (CLC).

### Transport routier
- Réseau Réseau interurbain de la Corrèze

### Risques majeurs
Le territoire de la commune de Chameyrat est vulnérable à différents aléas naturels : météorologiques (tempête, orage, neige, grand froid, canicule ou sécheresse), inondations, feux de forêts et séisme (sismicité très faible). Il est également exposé à un risque technologique,  le transport de matières dangereuses, et à un risque particulier : le risque de radon. Un site publié par le BRGM permet d'évaluer simplement et rapidement les risques d'un bien localisé soit par son adresse soit par le numéro de sa parcelle.

#### Risques naturels

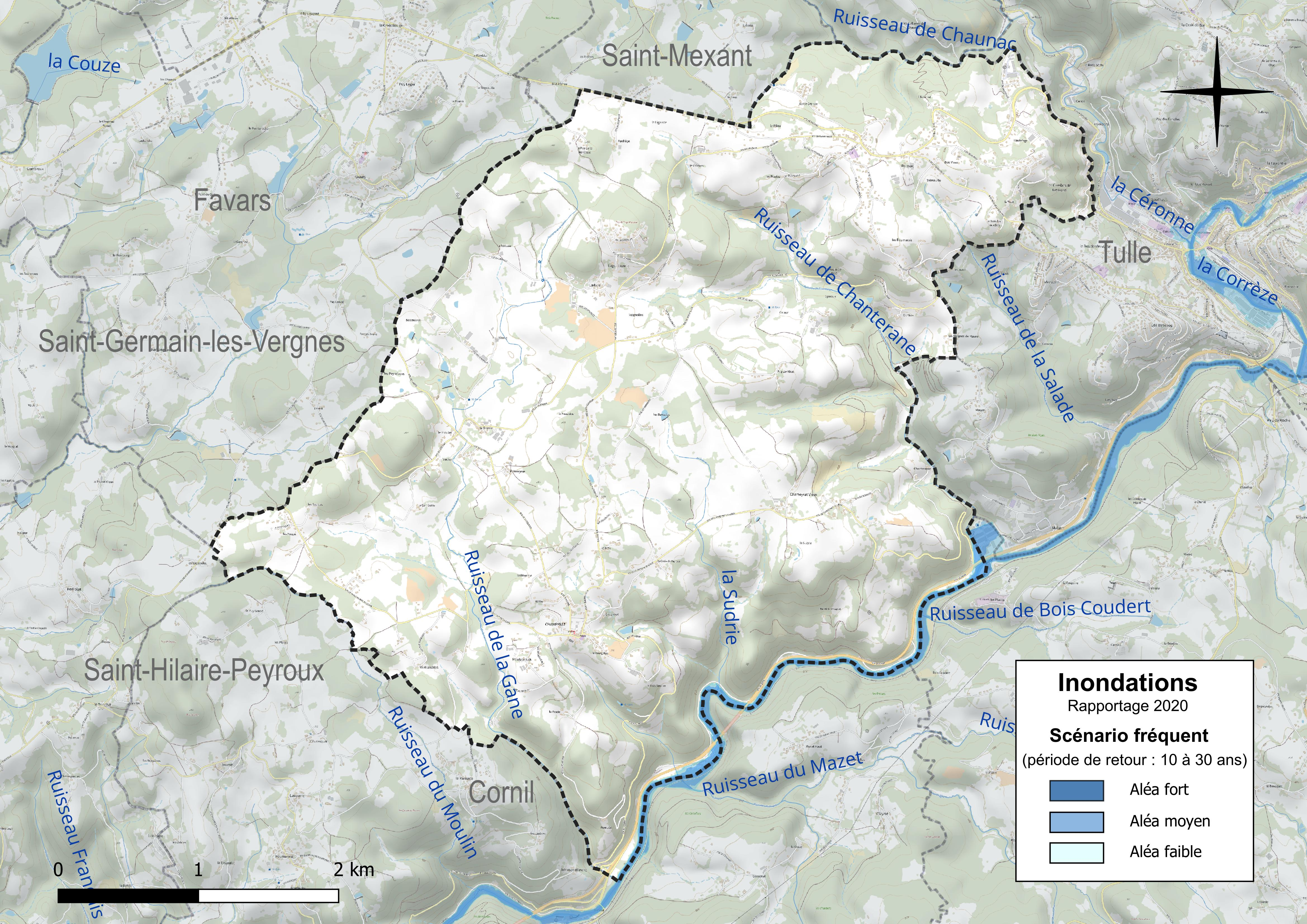
Carte de la zone inondable de la commune définie pour le scénario fréquent, dans le territoire à risque important d’inondation (TRI) Tulle-Brive.

La commune fait partie du territoire à risques importants d'inondation (TRI) de Tulle-Brive, regroupant 20 communes concernées par un risque de débordement de la Corrèze et de la Vézère (17 dans la Corrèze et trois dans la Dordogne), un des 18 TRI qui ont été arrêtés le 11 janvier 2013 sur le bassin Adour-Garonne. Des cartes des surfaces inondables ont été établies pour trois scénarios : fréquent (crue de temps de retour de 10 ans à 30 ans), moyen (temps de retour de 100 ans à 300 ans) et extrême (temps de retour de l'ordre de 1 000 ans, qui met en défaut tout système de protection). La commune a été reconnue en état de catastrophe naturelle au titre des dommages causés par les inondations et coulées de boue survenues en 1982 et 1999,. Le risque inondation est pris en compte dans l'aménagement du territoire de la commune par le biais du plan de prévention des risques (PPR) inondation « Corrèze amont », approuvé le 9 octobre 2006. 

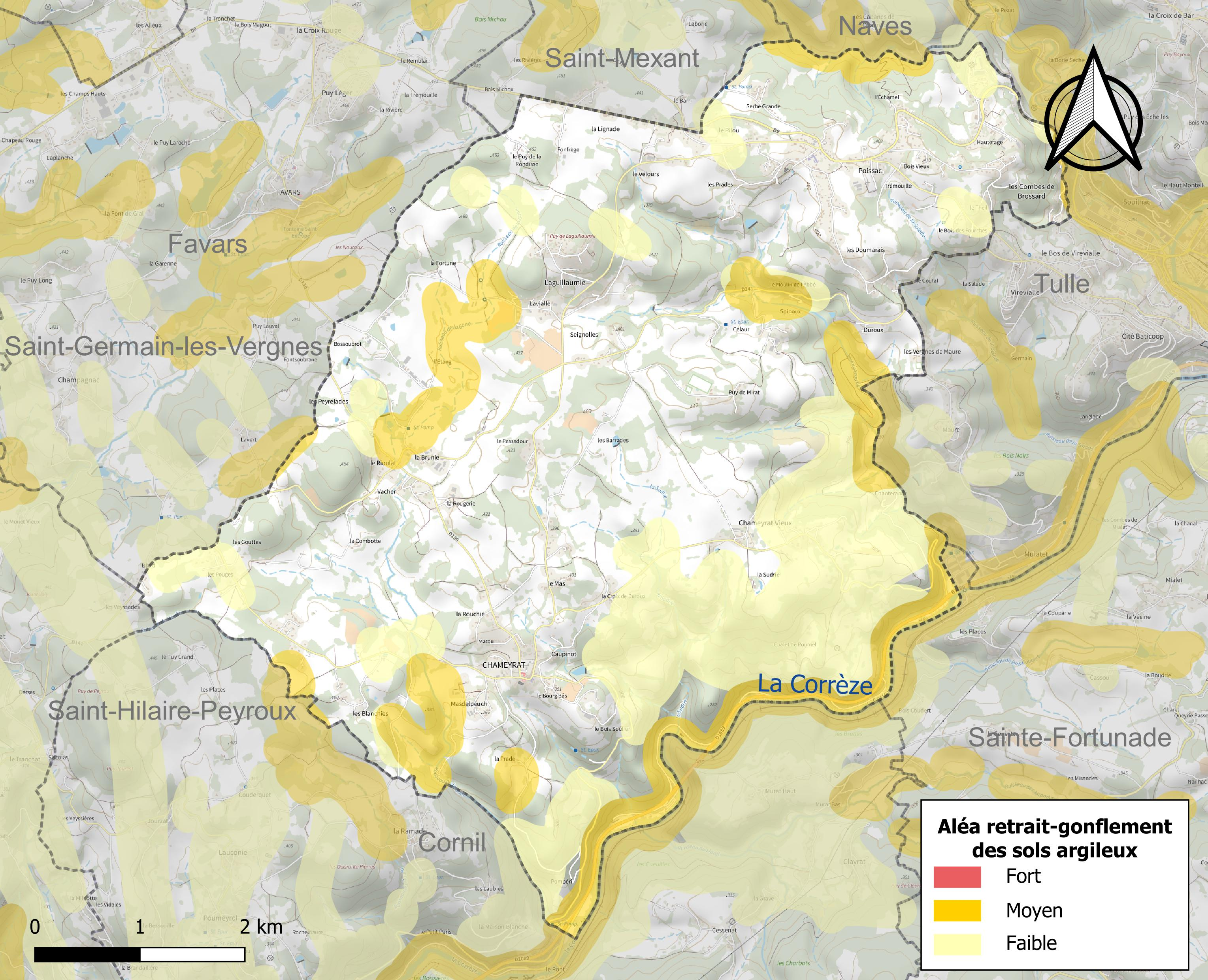
Carte des zones d'aléa retrait-gonflement des sols argileux de Chameyrat.

Le retrait-gonflement des sols argileux est susceptible d'engendrer des dommages importants aux bâtiments en cas d’alternance de périodes de sécheresse et de pluie. 12,5 % de la superficie communale est en aléa moyen ou fort (26,8 % au niveau départemental et 48,5 % au niveau national). Sur les 779 bâtiments dénombrés sur la commune en 2019,  33 sont en aléa moyen ou fort, soit 4 %, à comparer aux 36 % au niveau départemental et 54 % au niveau national. Une cartographie de l'exposition du territoire national au retrait gonflement des sols argileux est disponible sur le site du BRGM,.
Concernant les feux de forêt, aucun plan de prévention des risques incendie de forêt (PPRIF) n’a été établi en Corrèze, néanmoins le code de l’urbanisme impose la prise en compte des risques dans les documents d’urbanisme. Le périmètre des servitudes d'utilité publique et des zones d'obligation légale de débroussaillement pour les particuliers est quant à lui défini pour la commune dans une carte dédiée. 
Concernant les mouvements de terrains, la commune a été reconnue en état de catastrophe naturelle au titre des dommages causés par la sécheresse en 2018 et 2019 et par des mouvements de terrain en 1999.

#### Risques technologiques
Le risque de transport de matières dangereuses sur la commune est lié à sa traversée par une canalisation de transport d'hydrocarbures. Un accident se produisant sur une telle infrastructure est susceptible d’avoir des effets graves sur les biens, les personnes ou l'environnement, selon la nature du matériau transporté. Des dispositions d’urbanisme peuvent être préconisées en conséquence.

#### Risque particulier
Dans plusieurs parties du territoire national, le radon, accumulé dans certains logements ou autres locaux, peut constituer une source significative d’exposition de la population aux rayonnements ionisants. Certaines communes du département sont concernées par le risque radon à un niveau plus ou moins élevé. Selon la classification de 2018, la commune de Chameyrat est classée en zone 3, à savoir zone à potentiel radon significatif. 

## Toponymie
Le nom de la localité est attesté sous la forme Camairacus en 864, Camariacus en 889.
Camairacus dérive de l'anthroponyme latin Camarius.
Chamairac en occitan

## Histoire
Dès le Moyen Âge, à la suite des défrichements effectués par les moines de l’abbaye de Beaulieu, la population de la paroisse se déplace de Chameyrat le Vieux vers l’ouest, à Chameyrat l’Église. Dans le bourg, sur la place centrale, l’église Saint-Étienne, de plan rectangulaire, date du XIIe siècle et a connu quelques remaniements qui n’ont pas nui à l’homogénéité de l’ensemble. À gauche de l’église, on découvre les vestiges du château des vicomtes de Turenne élevé par le vicomte de Turenne au XIIe ou XIIIe siècle. Au sud se trouve un autre château, propriété depuis 1828 du général Hugo, qui y meurt en 1853. Son fils Léopold se consacre alors à l’exploitation de ses terres de Chameyrat dont il sera maire de 1859 à 1866.

## Politique et administration

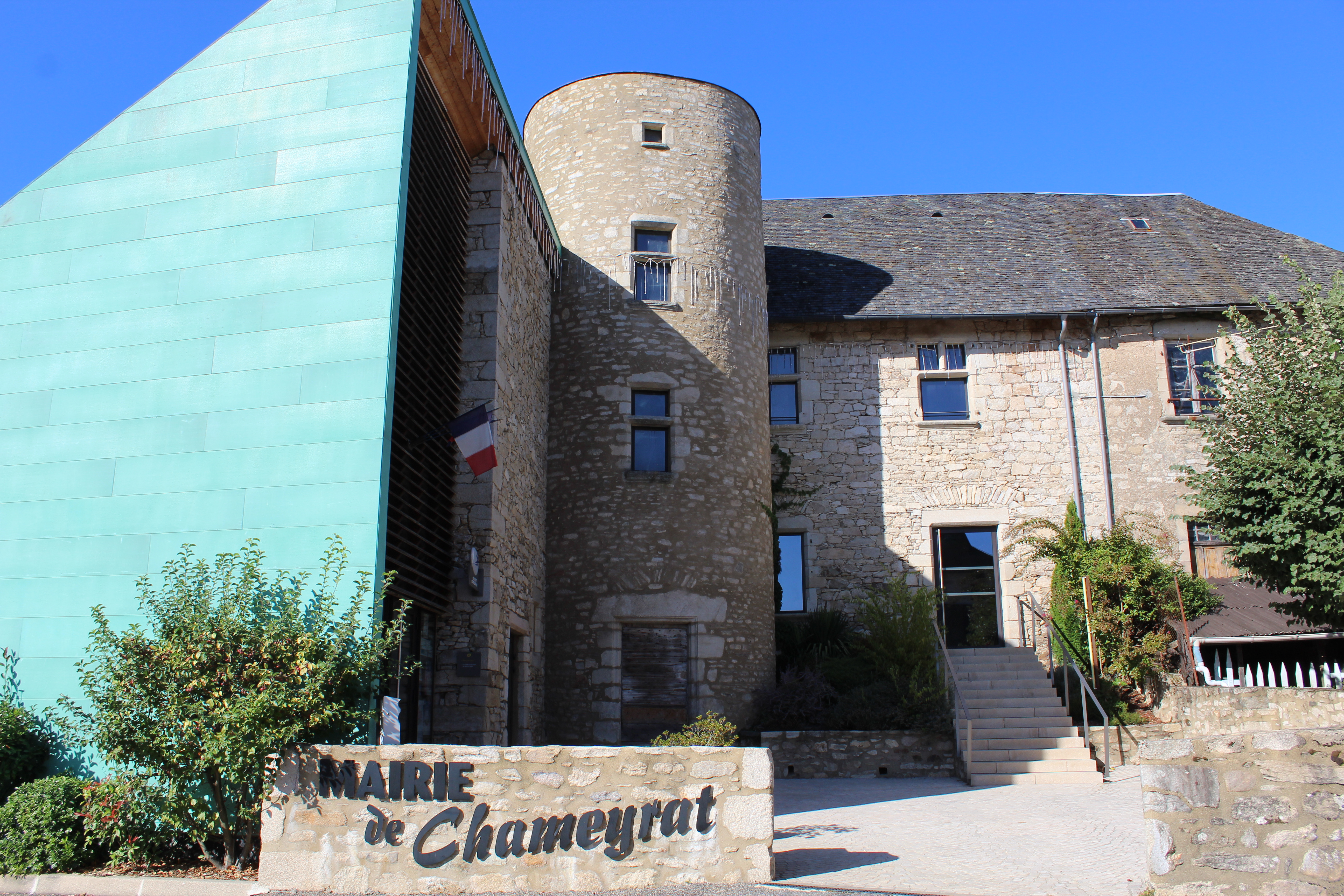
La mairie.

### Liste des maires
| Période       | Période        | Identité           | Étiquette | Qualité                                       |
| ------------- | -------------- | ------------------ | --------- | --------------------------------------------- |
| mars 2001     | septembre 2010 | Jean-Claude Dubeau | PS        | décédé en septembre 2010                      |
| novembre 2010 | mai 2020       | Alain Vaux         | PS        | Fonctionnaire                                 |
| mai 2020      | En cours       | Émilie Boucheteil  | DVG       | Conseillère départementale du canton de Naves |

## Démographie
L'évolution du nombre d'habitants est connue à travers les recensements de la population effectués dans la commune depuis 1793. Pour les communes de moins de 10 000 habitants, une enquête de recensement portant sur toute la population est réalisée tous les cinq ans, les populations de référence des années intermédiaires étant quant à elles estimées par interpolation ou extrapolation. Pour la commune, le premier recensement exhaustif entrant dans le cadre du nouveau dispositif a été réalisé en 2007.

En 2022, la commune comptait 1 492 habitants, en évolution de −3,87 % par rapport à 2016 (Corrèze : −0,59 %, France hors Mayotte : +2,11 %).
| 1793  | 1800  | 1806  | 1821  | 1831  | 1836  | 1841  | 1846  | 1851  |
| ----- | ----- | ----- | ----- | ----- | ----- | ----- | ----- | ----- |
| 1 282 | 1 200 | 1 142 | 1 278 | 1 338 | 1 311 | 1 320 | 1 447 | 1 423 |

| 1856  | 1861  | 1866  | 1872  | 1876  | 1881  | 1886  | 1891  | 1896  |
| ----- | ----- | ----- | ----- | ----- | ----- | ----- | ----- | ----- |
| 1 472 | 1 370 | 1 407 | 1 292 | 1 352 | 1 382 | 1 445 | 1 543 | 1 573 |

| 1901  | 1906  | 1911  | 1921  | 1926  | 1931  | 1936  | 1946  | 1954  |
| ----- | ----- | ----- | ----- | ----- | ----- | ----- | ----- | ----- |
| 1 616 | 1 565 | 1 506 | 1 398 | 1 308 | 1 307 | 1 263 | 1 181 | 1 239 |

| 1962  | 1968  | 1975  | 1982  | 1990  | 1999  | 2006  | 2007  | 2012  |
| ----- | ----- | ----- | ----- | ----- | ----- | ----- | ----- | ----- |
| 1 137 | 1 185 | 1 196 | 1 436 | 1 569 | 1 541 | 1 578 | 1 584 | 1 583 |

| 2017  | 2022  | - | - | - | - | - | - | - |
| ----- | ----- | - | - | - | - | - | - | - |
| 1 535 | 1 492 | - | - | - | - | - | - | - |

## Lieux et monuments
- Château de Chameyrat, des vicomtes de Turenne.
- L'église Saint-Étienne de plan rectangulaire. Elle date du XIIe siècle et a connu quelques remaniements qui n’ont pas nui à l’homogénéité de l’ensemble. L'édifice a été inscrit au titre des monuments historique en 1963[33].
- Monument aux morts.

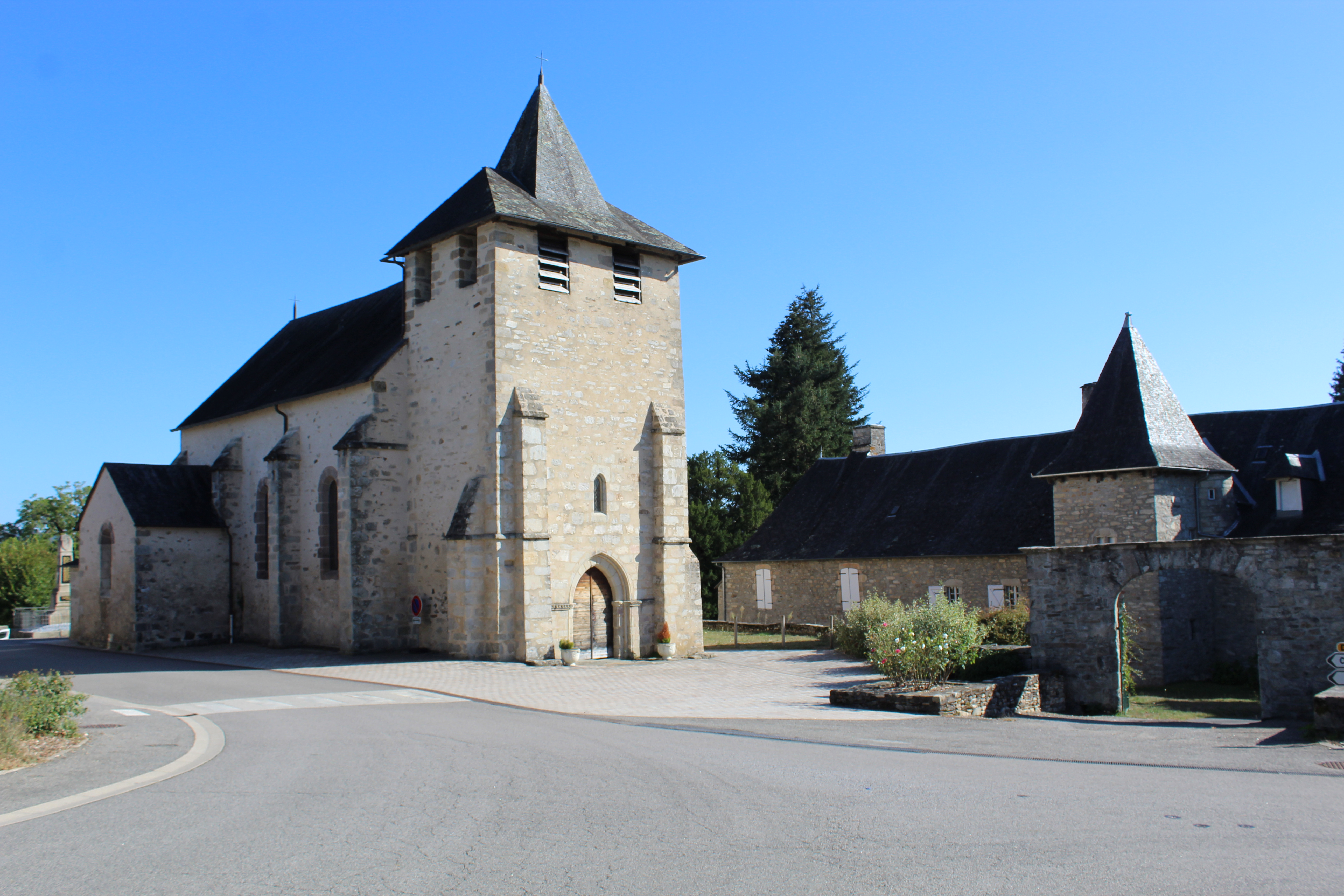
La place de l'église.
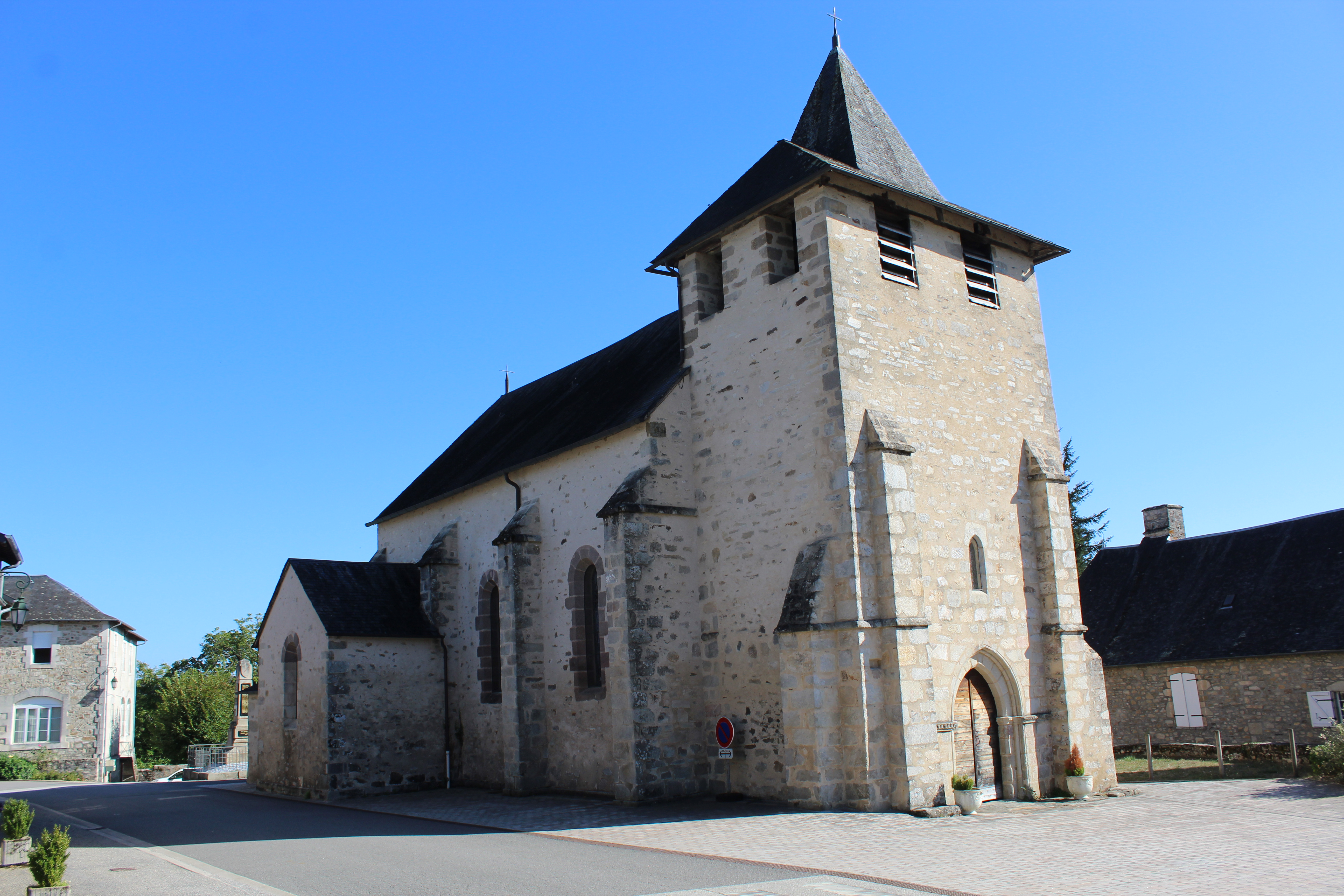
L'église.
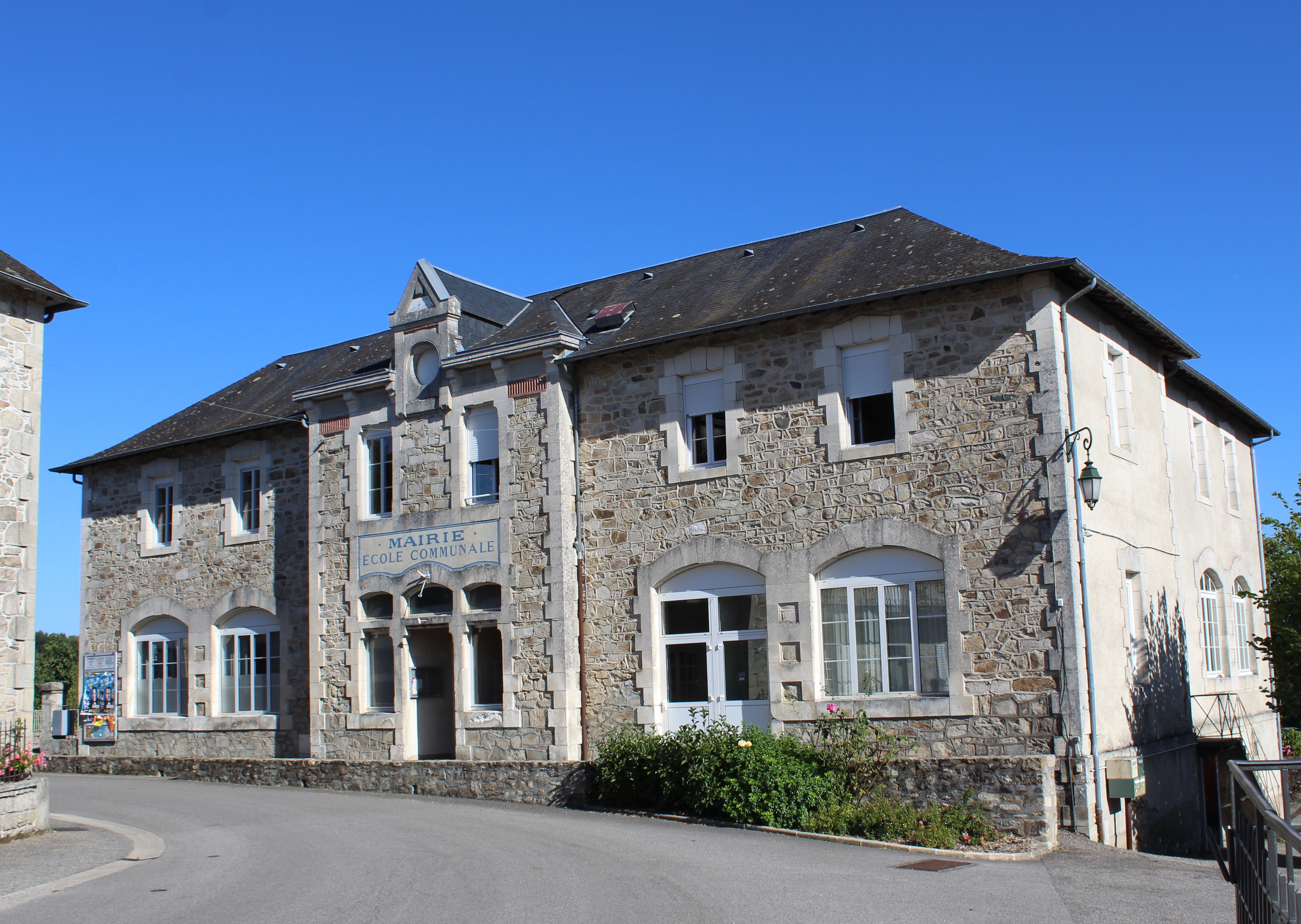
L'école et l'ancienne mairie.
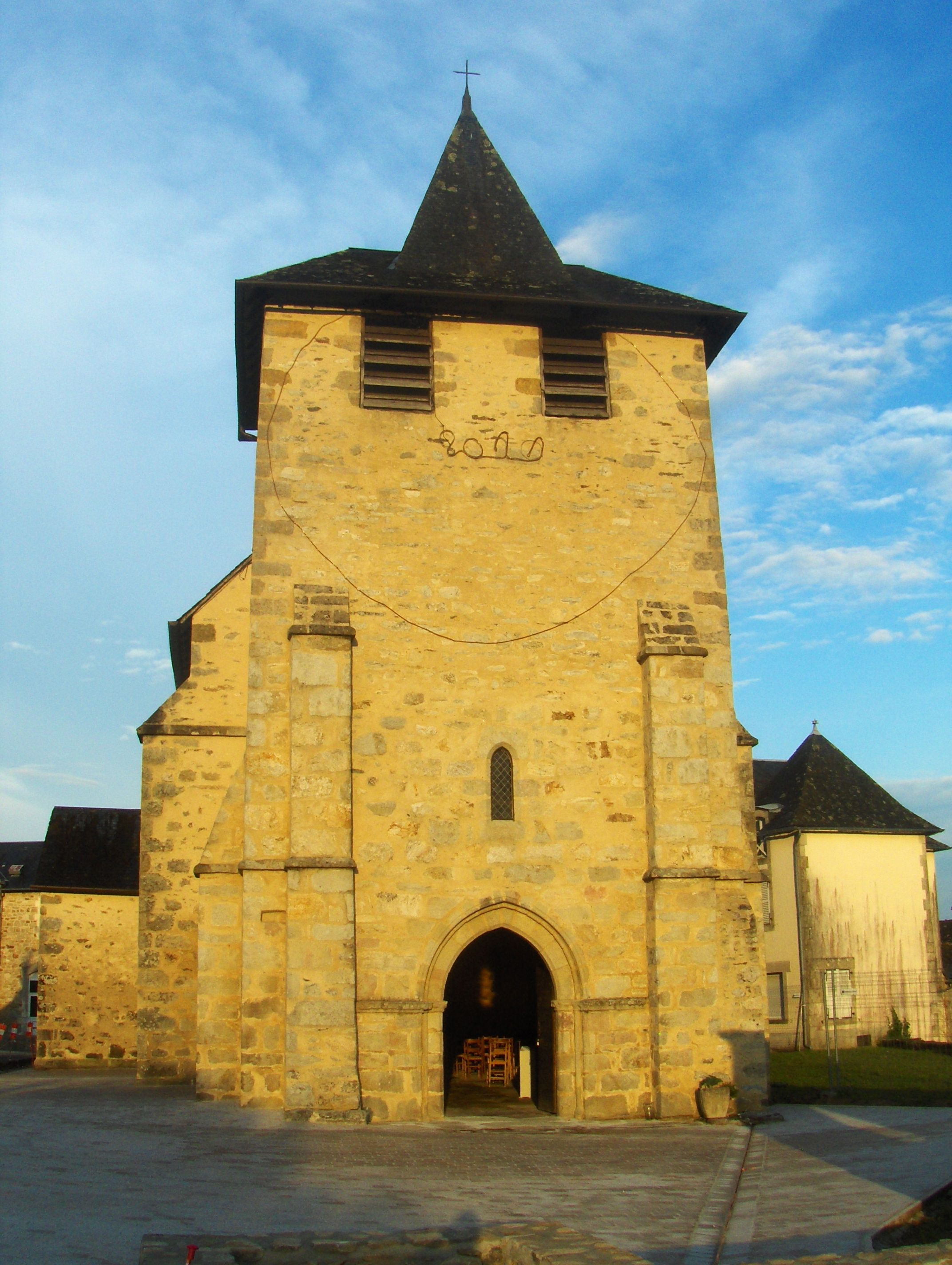
L'église Saint-Étienne.
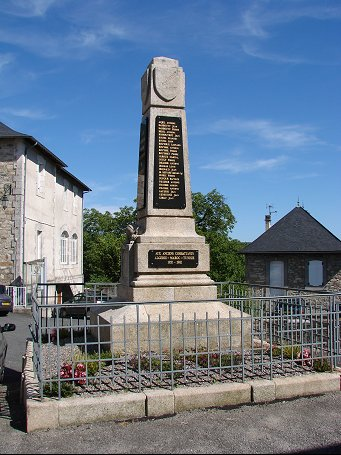
Monument aux morts.

## Sports
Rugby à XV 
Le RC Chameyrat a été vice-champion de France Promotion d'Honneur en 2018.

## Personnalités liées à la commune
- Le général Louis-Joseph Hugo, oncle de Victor Hugo, acheta en 1830 une propriété sur la commune, son fils Léopold Hugo fut maire de la commune. La pierre tombale du général Louis-Joseph Hugo, lors de la restauration de l’église en 1958 a été affectée comme table d’autel et porte une épitaphe rédigée par son fils.
- Pascal Idieder, joueur de rugby à XV français qui évolue au poste de pilier au sein de l'effectif du CA Brive a été entraineur du rugby club Chameyrat.

## Héraldique
| Blason de Chameyrat | Blason  | D'azur à la cloche d'argent soutenant un coq d'or crêté et barbé de gueules et accompagné de trois étoiles d'or, deux aux flancs et une en pointe. |
| Blason de Chameyrat | Détails | Le statut officiel du blason reste à déterminer.                                                                                                   |

### Image

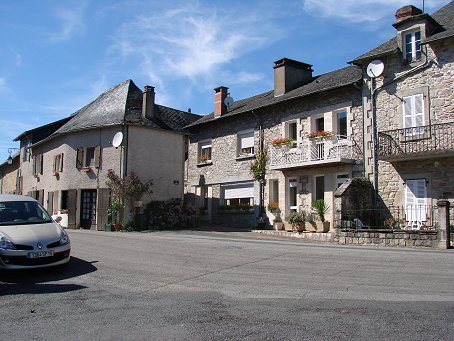
Rue.
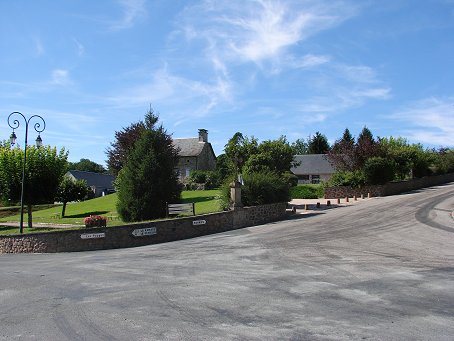
Parc.
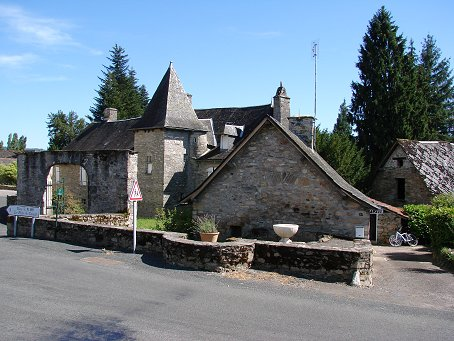
Ancienne propriété de Louis Hugo.